# 耿京
耿京（？—1162年），金朝山东济南人。1161年（金世宗大定元年），耿京、李铁枪等人起义反金，占据济南东山，进而进军泰安、莱芜，共百余人。贾瑞投奔耿京之后耿京派人四处串联，发展了数万人，辛弃疾率2000多人投奔耿京。1162年耿京派贾瑞、辛弃疾去建康（今南京）归附南宋，宋高宗封耿京为天平军节度使。耿京部下张安国、邵进叛变杀死耿京。辛弃疾归途闻讯，捉张安国，然后率余部万余人归入南宋。